# Josef Mayseder
Josef Mayseder (Vienna, 26 ottobre 1789 – Vienna, 21 novembre 1863) è stato un violinista e compositore austriaco.

## Biografia
Allievo di Ignaz Schuppanzigh, fu, tra gli altri, maestro di August von Adelburg e di August Lanner.
Studiò con Joseph Suche e con Pavel Vranický; presto entrò, quale 2° violino, nel celebre quartetto Schuppanzigh; nel 1816 fu assunto nella cappella di corte; nel 1820 si ripresentò come solista, raggiungendo grande rinomanza, sì che nel 1835 fu nominato virtuoso di camera a corte. Per la sua tecnica venne elogiato dallo stesso Paganini. Interprete stilisticamente purissimo, egli sapeva esprimere un intenso lirismo. Anche come insegnante il Musica era assai stimato e ricercato.
Il compositore ha lasciato una Messa solenne e molte composizioni strumentali: concerti e variazioni per violino e orchestra o per violino e quartetto, 5 quintetti e 8 quartetti per archi, duetti per violini, sonate, studî, polacche, rondò, ecc. oltre opere didattiche.
Morì a Vienna il 21 novembre del 1863.